# 16 Dywizja Piechoty „Pistoia”

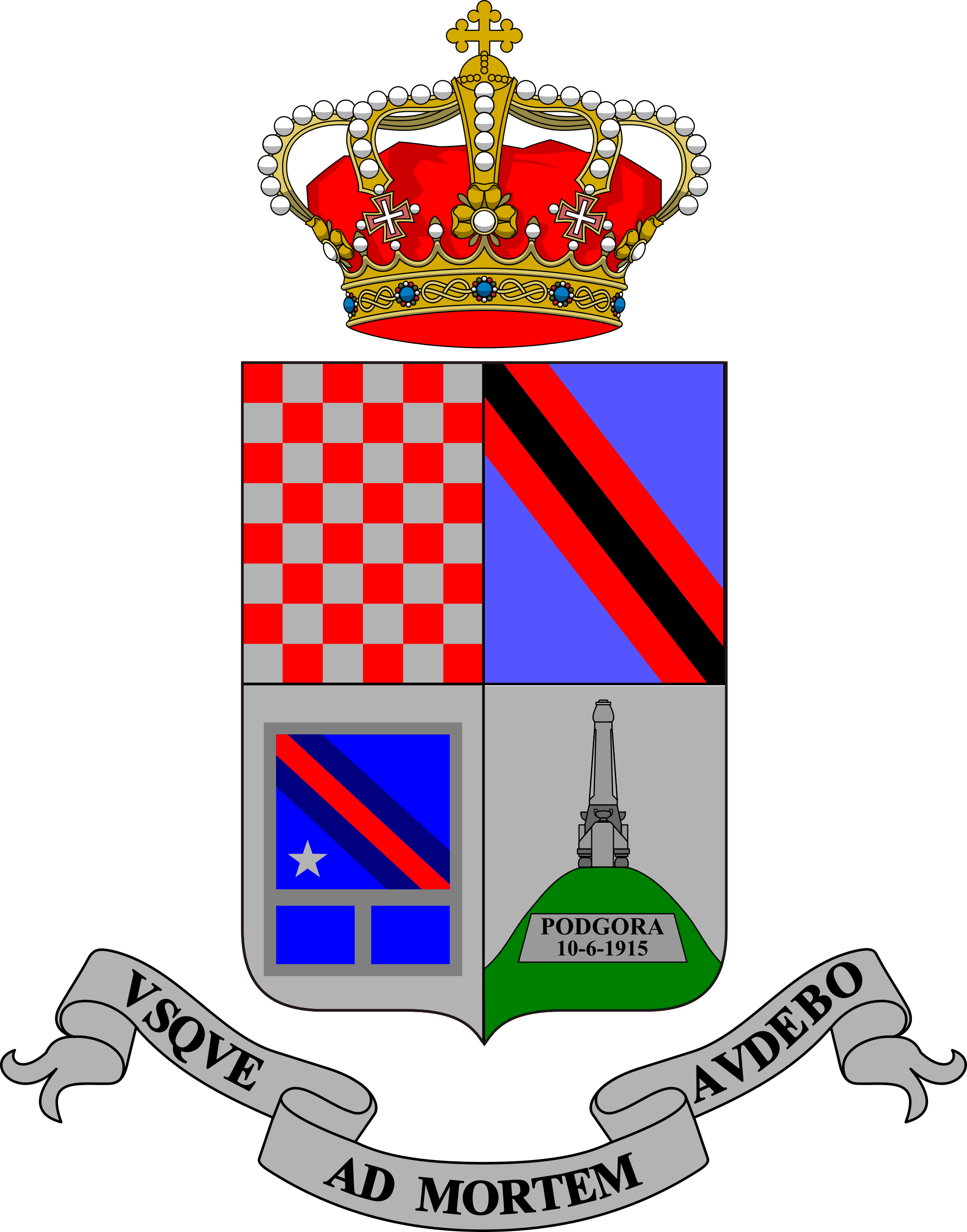
Herb 35 pPułku piechoty

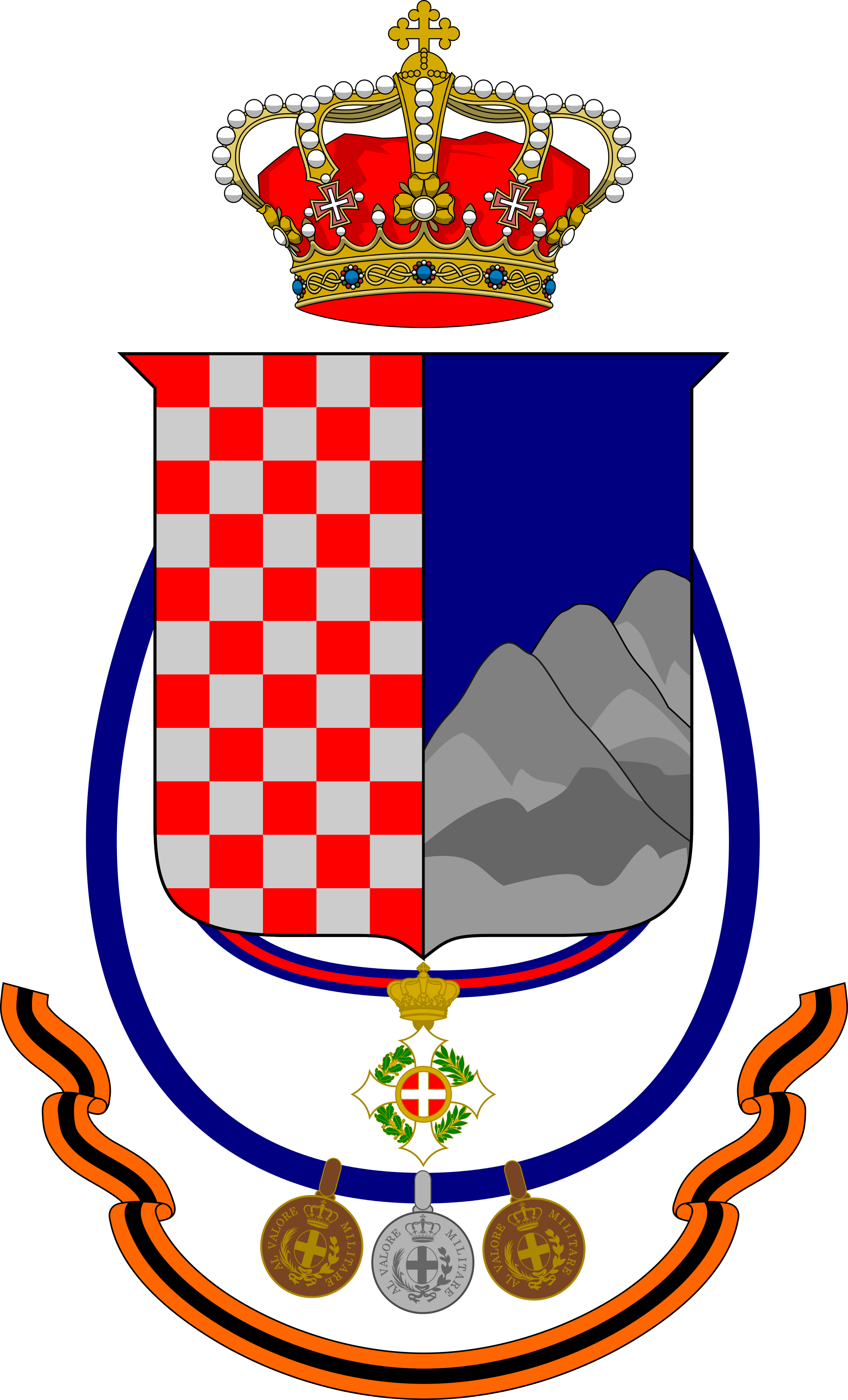
Herb 36 pułku piechoty

16 Dywizja Piechoty „Pistoia” – dywizja piechoty armii włoskiej z okresu II wojny światowej. Została utworzona przez podział dywizji piechoty „Fossalta” w 1939 „Pistoia” została sklasyfikowana jako w pełni zmechanizowana, co oznacza, że cały jej personel i sprzęt mogły być transportowane samochodami i ciężarówkami, choć nie jednocześnie.

## Historia operacyjna
Dywizja „Pistoia” została sformowana w czerwcu 1940 jako dywizja piechoty i wysłana nad granicę francuską i trzymana w rezerwie włoskiej 1 Armii. Pierwotnie wejście do walki miało mieć miejsce w Valle Varaita. 20 czerwca 1940 r. jednostka została przeniesiona do przełęczy Maddalena, a tylko pułk artylerii znalazł się na okupowanym przez Włochy terytorium Francji do lipca 1940 10 października 194 dywizja „Pistoia” została częściowo zmotoryzowana; wysłano ją do Aten w okupowanej Grecji pod koniec lipca 1942 r.

### Kampania północnoafrykańska
We wrześniu 1942 „Pistoia” zaczęła przenosić się na stanowiska w Afryce Północnej przy granicy z Egiptem, ostatecznie przejmując odpowiedzialność za linię obronną Bardija–Sallum–przełęcz Halfaya. Nie zdołała utrzymać pozycji po ciężkim ataku brytyjskim, który rozpoczął się 11 listopada 1942 r. Po długim odwrocie dywizja była w stanie przywrócić linię obrony w Mareth od 4 lutego 1943. 6 marca „Pistoia” zaatakowała brytyjskie pozycje w celu zakłócenia przygotowań nieprzyjaciela do ofensywy i wywołania przedwczesnej kontrofensywy w ramach bitwy o Medenine. Po niepowodzeniu tych ataków dywizja wróciła na linię Maretha. Kiedy Brytyjczycy rozpoczęli ciężki atak 19 marca 1943, „Pistoia” utrzymała pozycje do 25 marca 1943, lecz następnie wycofała się do El Hamma pod groźbą oskrzydlenia. Dywizja została ponownie zaatakowana przez siły brytyjskie 5 kwietnia 1943 i ponownie zaczęła się wycofywać 7 kwietnia. Gdy dotarła do Enfidha 13 kwietnia 1943, została zdziesiątkowana. Po kilku dniach, pomimo udanych kontrataków na zachód od skrzyżowania drogi Takrouna, alianci skutecznie okrążyli dywizję „Pistoia”. Jednostka poddała się 13 maja 1943 wraz ze wszystkimi wojskami niemiecko-włoskimi w Afryce
Została odtworzona w północnych Włoszech we wrześniu 1943 lecz po kapitulacji Włoch została rozbrojona przez Niemców.

## Ordre de Bataille
- 35 pułk piechoty,
- 36 pułk piechoty,
- 3 pułk artylerii,
- 16 batalion moździerzy,
- 16 kompania przeciwpancerna,
- 51 batalion inżynieryjny
- 111 sekcja sanitarny
- 210 sekcja transportu motorowego
- 120 sekcja zaopatrzenia
- 50 sekcja piekarska[3]